# Michaela Tschuor
Michaela Tschuor, née le 26 septembre 1977 dans la Ruhr en Allemagne, est une personnalité politique suisse, binationale germano-suisse, membre du Centre. 
Elle est élue au Conseil d'État du canton de Lucerne en avril 2023. 

## Biographie
Michaela Tschuor naît Michaela Naydowski le 26 septembre 1977 dans la Ruhr en Allemagne,. Elle est binationale germano-suisse. Son père est un cadre dirigeant, proche de la CDU. 
Elle grandit à Ennepetal. Elle déménage avec sa famille en Suisse, à Brittnau en Argovie, lorsqu'elle est âgée de 13 ans.
Elle est titulaire d'un doctorat en droit. Sa thèse porte sur les conséquences éthico-légales de l'avortement tardif.
Elle est mariée à Fluorin Tschuor, vétérinaire d'origine grisonne, et mère de trois enfants,. Elle travaille depuis juillet 2009 dans la clinique de son mari, à Oftringen, qui compte 80 employés en 2023. Ils habitent à Wikon.

## Parcours politique
Elle succède le 1er septembre 2012 à la centriste Marta Brülhart au Conseil communal (exécutif) de Wikon, où elle est chargée des affaires sociales. Elle remplace le 1er mai 2019 le président de la commune, René Wiederkehr, d'abord en arrêt maladie à la suite d'une crise politique frappant la commune depuis l'été 2018 puis démissionnaire après des menaces anonymes,.
Elle accède au Conseil cantonal de Lucerne le 22 juin 2022, à la suite de la démission de Ludwig Peyer.
Après le retrait surprise de la candidature du conseiller d'État sortant Guido Graf (de), elle remet son mandat de chef de campagne de son parti, dont elle est vice-présidente depuis octobre 2019, pour se présenter elle-même à l'élection. Désignée candidate officielle par son parti fin octobre 2022 face à trois autres candidates (au deuxième tour, après avoir raté de justesse la majorité absolue au premier), elle est élue au premier tour le 2 avril 2023, en troisième position. Elle se voit confier la responsabilité du département de la santé et des affaires sociales.